# Comatose Bunny Butcher
Albums de Olivia
Merry & Hell Go Round
(2003) The Return of the Chlorophyll Bunny
(2003)
Comatose Bunny Butcher est le 3e mini album de Olivia, sorti sous le label Cutting Edge le 12 septembre 2003 au Japon.

## Liste des titres
| 1. | Celestial Delinquent | 3:43 |
| 2. | 026unconscious333    | 3:50 |
| 3. | 57StoЯM03            | 4:33 |
| 4. | Devil's in me        | 3:44 |
| 5. | Bliss Forest         | 5:35 |